# Italské fotbalové mistrovství 1900
Třetí ročník Campionato Italiano di Football 1900 se konal od 4. března do 22. dubna roku 1900. Turnaje se účastnilo 6 klubů. Soutěž ovládl klub Janov CFC, který jí vyhrál již potřetí v řadě.
Před turnajem se kluby FC Torinese a Inter Turín spojily a nadále používali název FC Torinese. Novými členy federace se staly kluby Milán, Juventus a Sampierdarenese.

## Účastníci šampionátu
| Klub            | Město | Provincie |
| --------------- | ----- | --------- |
| Janov           | Janov | Ligurie   |
| Sampierdarenese | Janov | Ligurie   |
| Milán           | Milán | Lombardie |
| FC Torinese     | Turín | Piemont   |
| SG di Turín     | Turín | Piemont   |
| Juventus        | Turín | Piemont   |

## Kvalifikační kolo

### Ligurie
| 1. tým | Scóré | 2. tým          |
| ------ | ----- | --------------- |
| Janov  | 7:0   | Sampierdarenese |

- klub Janov postoupil do finále

### Lombardie
- klub Milán se jako jediný klub přihlásil do soutěže a postoupil do semifinále

### Piemont
| Poz | Tým         | Z | V | R | P | B | VG | OG | B  | Poznámka             |
| --- | ----------- | - | - | - | - | - | -- | -- | -- | -------------------- |
| 1   | Torinese    | 4 | 4 | 0 | 0 | 8 | 2  | 8  | +6 | Postup do semifinále |
| 2   | Juventus    | 4 | 2 | 0 | 2 | 5 | 3  | 4  | +2 |                      |
| 3   | SG di Turín | 4 | 0 | 0 | 4 | 1 | 9  | 0  | -8 |                      |

- poznámka: Torinese–Turín 3:1 a 2:0, Juventus–Torinese 0:1 a 1:2, Turín–Juventus 0:2 a 0:2.

## Zápasy play off

### Semifinále
| Semifinále 15. duben 1900 | Torinese      | 3 – 0 | Milán | Velodromo Umberto I, Turín |  |  |
| 15:00 SELČ                | Edoardo Bosio |       |       | Rozhodčí: De Rote          |  |  |
|                           |               |       |       |                            |  |  |

### Finále
| Finále 22. duben 1900 | Torinese | 1 – 3 v prodl. | Janov                                         | Velodromo Umberto I, Turín |  |  |
| 15:00 SELČ            | ?        |                | Henman Joseph William Agar Giovanni Bocciardo | Rozhodčí: David Allison    |  |  |
|                       |          |                |                                               |                            |  |  |

## Vítěz
| Campionato Nazionale di Football Vítěz pro rok 1900 |
| --------------------------------------------------- |
| Janov CFC                                           |
|                                                     |